# Polixénidas
Polixénidas (griego: Πολυξενιδας) fue un general y almirante rodio que, exiliado de su tierra natal, entró al servicio del rey seléucida Antíoco III el Grande.
La primera vez que encontramos menciones a él es en 209 a. C., cuando era comandante de mercenarios cretenses durante la expedición de Antíoco a Hircania. Sin embargo, cuando en 192 a. C. el rey sirio había resuelto ir a la guerra con Roma y cruzó el mar Egeo para iniciarla, Polixénidas obtuvo el mando supremo de su flota. Tras la cooperación con Menipo en la reducción de Calcis, fue enviado de vuelta a Anatolia para reunir fuerzas adicionales durante el invierno. No conocemos nada de sus operaciones en la campaña del año 191 a. C., pero cuando Antíoco, después de su derrota en la batalla de la Termópilas, se retiró a Asia, Polixénidas fue de nuevo nombrado comandante de la flota principal del rey en la costa jónica.
Habiéndose enterado de que la armada romana del pretor Gayo Livio Salinator había llegado a Delos, instó encarecidamente al monarca de la conveniencia de presentarle batalla sin demora, antes de que pudiera unir su flota a las de Eumenes II de Pérgamo y los rodios. Aunque se siguió su consejo, ya era demasiado tarde para evitar la unión de Eumenes y Livio, pero aun así Polixénidas se enfrentó a sus flotas combinadas cerca de Córico. La superioridad numérica, no obstante, decidió la victoria en favor de los aliados: trece barcos de la flota seléucida fueron tomados y diez hundidos, mientras que Polixénidas y el resto tomaron refugio en el puerto de Éfeso. Allí pasó el invierno en activos preparativos para la renovación de la contienda; a la primavera siguiente (190 a. C.), conociendo que Pausístrato, con la armada rodia, se había hecho a la mar, concibió la idea de sorprenderle antes de que pudiera unir sus fuerzas con las de Livio. Con este propósito entró en negociaciones con él acerca de la traición de la flota siria que mandaba, y una vez que con esto lo engañó con una falsa seguridad, le atacó de repente y destruyó casi toda su flota.
Tras aquel éxito, navegó a Samos para presentar batalla a la flota del almirante romano y Eumenes, pero una tormenta impidió las hostilidades, y Polixénidas volvió por donde había venido. Poco después, Livio, habiendo sido reforzado con un escuadrón fresco de veinte barcos rodios bajo Eudamo, ofreció combate a Polixénidas, pero este último lo declinó. Lucio Emilio Régilo, que sucedió poco después a Livio al mando de las embarcaciones romanas, también intentó sin éxito provocar a Polixénidas a salir del puerto de Éfeso, pero en un período posterior a la temporada, con la flota de Eumenes destacada al Helesponto y mientras una parte considerable de las fuerzas rodias estaba retenida en Licia, el almirante sirio aprovechó la oportunidad e hizo una salida contra los romanos. La acción, conocida como la batalla de Mioneso, tuvo lugar cerca de Teos, y terminó con la derrota total de Polixénidas, que perdió 42 de sus barcos y tuvo que retirarse a toda prisa con el resto a Éfeso. Allí permanecería hasta recibir la noticia de la fatal batalla de Magnesia, tras lo que navegó a Patara, en Licia, y desde allí continuó por tierra para unirse a Antíoco en Siria. Después de esto, su nombre deja de ser mencionado.